# ミリィ/少年は空を飛んだ
『ミリィ/少年は空を飛んだ』（ミリィ/しょうねんはそらをとんだ、原題：The Boy Who Could Fly）は、1986年制作のアメリカ合衆国のファンタジー映画。
空を飛べると信じる自閉症の少年と彼を信じる少女の穏やかなふれ合いを、ファンタスティックかつ温かく描いた作品。特殊効果はリチャード・エドランド。第14回サターンファンタジー映画賞受賞。

## あらすじ
最愛の父を亡くした14歳の少女ミリィは、母と弟と3人で小さな田舎町に引っ越してきた。ある日、ミリィは隣の家の2階の窓に1人の奇妙な少年が座っているのを見つける。その少年は腕を水平に伸ばして飛行機が空を飛ぶような格好をしていた。
転校先での初登校の日、ミリィは同じクラスにその少年エリックがいることを知った。だが、エリックは5歳の時に両親を飛行機事故で亡くして以来、誰とも口をきかず、心を閉ざしてしまっていた。
その後もミリィは、度々彼がいつも屋根に上って空を飛ぶ真似をしているのを見る。やがてエリックの不思議な能力を知ったミリィは、優しさで何とかエリックの心を開こうとするが、かねてから学校からも町からものけ者扱いされていた彼は医療施設に収容されてしまう。
ある夜、エリックは医療施設を抜け出し、ミリィはエリックと共に逃げるが、追い詰められる。その時、エリックがミリィの手を優しく握り、2人は大空高く舞って行った。

## キャスト
- ミリィ：ルーシー・ディーキンズ
- エリック：ジェイ・アンダーウッド
- シャーリー：ボニー・ベデリア
- ルイス：フレッド・サヴェージ
- シャーマン先生：コリーン・デューハースト
- ヒューゴ：フレッド・グウィン
- 精神科医：ルイーズ・フレッチャー
- キャム・バンクロフト
- ジェイソン・プリーストリー